# З Б'юїка 8
«З Б'юїка 8» (англ. From a Buick 8) — роман американського письменника Стівена Кінга; написаний в 2002 році. Тема «розумних автомобілів» вже неодноразово обігравалася Кінгом: роман «Крістіна», оповідання «Вантажівки», «Миля 81» і «Вантажівка дядечка Отто». Заголовок книги взято з пісні Боба Ділана «From a Buick 6» з альбому Highway 61 Revisited. [джерело не вказане 3641 день]

## Сюжет
У Неда Вілкокса помирає батько — Керт Вілкокс, який працював поліціянтом. Його збив п'яний водій. Керт був ще молодим, і Нед дуже важко переживає смерть батька. Тому Нед часто приходить у поліцію штату Пенсільванії, де раніше працював його батько, і де знаходяться всі колишні друзі Кертіса і знайомі Неда. Одного разу, Нед зазирає в гараж Б, де знаходить темно-синій Б'юїк Роудмастер. Він абсолютно чистий і красивий. І тоді Сенді Діаборн — сержант поліції, розповідає йому загадкову історію про цей Б'юїк. Цей Б'юїк був залишений загадковою людиною в чорному, яка зникла, пірнувши в туалет. Після цього Б'юїк був конфіскований поліцією.
Це була начебто звичайна машина, що нагадує Б'юїк Роудмастер 1953 року, але замість керма було більше колесо, акумулятор хоч і був на місці, але не був ні чим підключений, дроти зі свічок були запаяні в кільця, а на двигуні праворуч і ліворуч красувався напис Б'ЮЇК-8. Машина сама затягувала подряпини. Одного разу Енніс Раферті, тодішній працівник поліції, зайшов у гараж Б і був поглинений Б'юїком. Пізніше одного підозрюваного теж «зжер» Б'юїк. Натомість Б'юїк випльовував дивних істот, які не мали легенів і були не схожі на жодну з земних тварин. Ще Б'юїк час від часу влаштовував «кінці світу» спалахами з пониженням температури в гаражі. Керт Вілкокс більшу частину часу присвячував Б'юїку. Проводив над ним експерименти — перед «кінцями світу» підкладав у машину комах, тварин. Поліціянти роблять висновок, що Б'юїк — ворота в паралельний світ.
Вислухавши всю історію, Нед розуміє, що Б'юїк зіграв одну з ролей у смерті батька. Адже п'яний водій, який задавив Керта, був людиною, яка першою побачила цей Б'юїк. Нед вирішує знищити цей автомобіль. І коли всі їдуть, він заходить з пістолетом, запальничкою та бензином у гараж, сідає в машину і намагається підпалити Б'юїк. Поліціянти, відчувши недобре, поспішають у гараж, де бачать Неда за кермом Диявольського автомобіля. Вони намагаються витягнути Неда звідти, але раніше Б'юїк перетворюється на транспортер між світами, і Сенді бачить у тому світі рештки Енніса і зниклого підозрюваного. Зрештою, Неда звільняють від машини. Через декілька років Нед зауважує на Б'юїку подряпину і розуміє, що той починає ламатися.